# Tatyana Gonobobleva
Tatyana Pavlovna Gonobobleva (em russo:  Татьяна Павловна Гонобоблева; São Petersburgo, 19 de novembro de 1948 — 28 de maio de 2007) foi uma jogadora de voleibol da Rússia que competiu pela União Soviética nos Jogos Olímpicos de 1972.
Em 1972, ela fez parte da equipe soviética que conquistou a medalha de ouro no torneio olímpico, no qual atuou em cinco partidas.